# Euphorbia benthamii
Euphorbia benthamii es una especie fanerógama perteneciente a la familia de las euforbiáceas. Es endémica de Tanzania a Namibia.

## Descripción
Es una planta erecta, rígida, hierba anual que alcanza un tamaño de 1 m de altura, con tallo leñoso menudo en la base, escasamente ramificado, no espinoso. Lámina de las hojas de 11,5 x 3 cm.

## Ecología
Se encuentra en el suelo arenoso rojo en la hierba seca entre matorral mixto, praderas arboladas, cerca de pequeños arroyos a una altitud de 950-1750 metros.

## Taxonomía
Euphorbia benthamii fue descrita por William Philip Hiern y publicado en Catalogue of the African Plants collected by Dr. F. Welwitsch in 1853-61 1: 943. 1900.
Etimología
Euphorbia: nombre genérico que deriva del médico griego del rey Juba II de Mauritania (52 a 50 a. C. - 23), Euphorbus, en su honor – o en alusión a su gran vientre –  ya que usaba médicamente Euphorbia resinifera. En 1753 Carlos Linneo asignó el nombre a todo el género.
benthamii: epíteto otorgado en honor del botánico inglés George Bentham (1800-1884 ).